# 相撲 (雑誌)
『相撲』（すもう）は、ベースボール・マガジン社（BBM）が1952年から発行している相撲（大相撲）専門雑誌。日本相撲協会の機関誌である。

## 概要
前身は1949年発刊の『ベースボール・マガジン編集・相撲号』。その後も『相撲号』（題字は「相撲號」）として「ベースボール・マガジン特集」または「ベースボール・マガジン別冊」の表示を入れた上で発行。1952年から同題。月刊誌で年12回発行され、奇数月号は「○場所展望号」、偶数月号は「○場所総決算号」と呼ばれる（○には初、春、夏、名古屋、秋、九州の各場所名が入る）。展望号は大相撲の番付発表の3日後、決算号は場所後最初の木曜日（番付編成会議の翌日）に発売となる（おおよそ20 - 25日頃）。
相撲専門誌はこれまでに本誌以外にも、NHKサービスセンターより発行の『NHK大相撲中継』と、読売新聞東京本社発行の『大相撲』と、併せて3誌が存在していたが、読売が2010年9月号を最後に休刊し、さらに2011年に八百長問題が発覚したことでNHKも休刊となったため、相撲専門誌は2011年から『NHK G-Media 大相撲ジャーナル』（イースト・プレス発行）が創刊される2013年6月まで、本誌だけが唯一残る形となっていた。
毎月、全力士の星取表や関取の略歴表が連載されている。なお場所前の奇数月号には、1999年7月号から本物の番付も付くようになった（その番付は本物に、雑誌「相撲」のロゴ等を印刷したもの）。また、活躍した力士のグラビアやピンナップなども掲載されている。
2011年3月号は、八百長問題の影響により「春場所展望号」の名称を外す形で、通常の「3月号」としての発売された。このため、4月号は、〈本場所開催待望号〉として発売された。
なお、第二次世界大戦前の1936年より1950年まで当時の大日本相撲協会により同題名の機関誌（『相撲』）が発行されていたが、戦後の本誌との直接的つながりはない。

## 連載コーナー
- 大銀杏が待っている - 幕下以下の有望力士を紹介するコーナー。かつては「あすなろのうた」だった。
- 相撲界ペット紹介 うちのアイドル大自慢!
- これにて千秋楽 - 幕内経験力士が引退した際の記念企画。初土俵以来の星取表や経歴、エピソードが掲載される。佐竹義惇氏の執筆による。若ノ鵬寿則や琴光喜啓司など、不祥事で解雇された力士の場合も、別タイトルながら同様の記事が載る。準年寄就任が承認された小城ノ花昭和（現・出羽海）三杉里公似（先代・浜風）の引退から連載が始まっていて、現在は「関取立志伝・幕内力士の足跡」と改題されている。それ以前は、現役時代の幾つかの写真と関取のプロフィールと本人のインタビュー記事が数ページに渡って紹介されただけだった。1960年代後半から連載されていた「戦後新入幕力士物語」（雑誌連載は千代の山雅信から白竜山憲史まで、単行本は全5巻で昭和末の佐賀昇博まで）も、同じような体裁の連載であった。なお、雑誌「大相撲」では引退時ではなく、当該場所の新入幕力士の初土俵から昇進直前までの星取表が本人の化粧回し姿の写真と合わせて紹介されていた。
- やくみつるの第二代おチャンコくらぶ - 四コマ漫画。かつては「やくみつるのおチャンコくらぶ」として連載（単行本としてもBBMから発行された）。
- ズームアップクイズ - 毎月巻末に十両以上の力士の顔や体の一部分が登場し、その力士の名前をその部分を見て当てるクイズ（ただし、その部分だけを見て正解を当てるのは難問であるため、ヒントがついている）。なお、2007年12月号までは「男の背中クイズ」というタイトルだった。
- 私の奇跡の一枚
- 相撲部屋聞き書き帖 - 各相撲部屋の力士や裏方に関する話題。
- 記録の手帖 - 相撲に関する様々な記録を調査したもの。

## 過去の連載コーナー
- ワシのマル秘ケータイ術 - 裏方や力士などが自身の携帯電話の活用法や魅力について語る。2006年1月号をもって連載終了。
- 1964年から1971年にかけて、年寄秀の山（元笠置山勝一）の自伝小説「相撲一路」が連載されていた。本人の死去により1971年11月号で未完に終わった。
- 1971年から池田雅雄によって、「歴代横綱正伝」が連載され、第53代の琴桜傑将までの伝記が掲載された。
- 1970年代には能見正比古が常連のライターとしてしばしば寄稿し、昭和相撲史や同時代の力士論などとともに、連載小説も執筆した。
- はなしの土俵 - 小島貞二が1950年代に戦中・戦後の土俵を支えてきた角界人にインタビューしたもの。
- 年寄名跡の代々 - 大相撲の全105の年寄名跡の歴代について調査したもの。初期は1名跡につき1回完結だったが1990年代前半よりに1名跡につき数回取り上げた。1989年～2007年まで連載。
- 戦後相撲史 - 1964年までの分は1972年まで連載。1965年～1972年までの分は1983年～1986年まで連載。場所ごとにトピックスと幕内の星取表を掲載した。1973年～1982年は、毎年12月号増刊のかたちで、一年間の番付と星取表（序ノ口まで）および、年間回顧を発行していた。
- 近代相撲史発掘譚 土俵今昔物語
- 質疑応答 - 読者から相撲に関する質問に答えるコーナー。回答者は最初は笠置山だったが、本人の死去により池田雅雄が担当。池田の死去後は「相撲問答」に改題され、回答者も針ヶ谷良一に替わり、のち「すもうQ＆A」となり、回答者は「編集部」となった。
- 公開!私のちゃんこ箱 - 琴剣淳弥による漫画。ある力士の大好物や、料理にまつわる話を漫画にしたもの。

## 姉妹誌
1980年から1998年10月まで、本誌よりひとまわり小さいサイズ（A5判）で、より若い相撲ファン層を対象にした『van van相撲界』という雑誌も刊行していた。最初は隔月刊、のちに月刊に移行した。「やくみつるのおチャンコくらぶ」や琴剣淳弥の連載は元々本誌で連載されていたもので、休刊に伴い『相撲』へ移行したもの。他にデーモン閣下や桂文福のエッセイの連載もあり、大関貴ノ浪の人生相談コーナーもあった。